# Hevelius carinatus
Hevelius carinatus är en tvåvingeart som beskrevs av James E. Sublette och Wirth 1980. Hevelius carinatus ingår som enda art i släktet Hevelius och familjen fjädermyggor. Inga underarter finns listade i Catalogue of Life.